# Gnophos mardinaria
Gnophos mardinaria là một loài bướm đêm trong họ Geometridae.